# تادئوش کفینتا
تادئوش کفینتا (لهستانی: Tadeusz Kwinta؛ زادهٔ ۱۸ اکتبر ۱۹۳۸) بازیگر اهل کشور لهستان است. وی بازیگری را از سن ۱۳ سالگی و با بازی در تئاتر آغاز نمود. در سال ۱۹۷۶ به وی مدال شایستگی لهستان داده شد.
از فیلم‌ها یا برنامه‌های تلویزیونی که وی در آن نقش داشته‌است، می‌توان به جهان به روایت خانواده کیپسکی و تاج پادشاهان اشاره کرد.